# Dirka po Španiji 1988
Dirka po Španiji 1988 (špansko Vuelta a España 1988) je 43. izvedba dirke po Španiji, tritedenske moške cestne kolesarske etapne dirke. Začela se je 25. aprila v Santa Cruzu de Tenerife in končala 15. maja v Madridu. Sodelovalo je 180 kolesarjev iz 18-ih ekip. Rumeno majico je prvič osvojil Sean Kelly (Kas–Canal 10), drugo mesto Reimund Dietzen (Teka), tretje pa Anselmo Fuerte (BH). Modro in belo majico je osvojil Sean Kelly, zeleno majico Álvaro Pino (BH), pikčasto majico Carlos Muñiz Menéndez (CLAS), rdečo majico pa Miguel Ángel Iglesias (Helios-Colchon CR).

## Ekipe
- Alba Cucine–Benotto–Sidermec
- BH
- Fagor–MBK
- Café de Colombia
- Caja Rural–Orbea
- Carrera Jeans–Vagabond
- CLAS
- Helios-Colchon CR
- Kas–Canal 10
- Kelme
- Pony Malta–Bavaria
- Postobón–Manzana–Ryalcao
- Reynolds
- Seur–Campagnolo–Bic
- Sicasal–Toreensse
- Sigma–Fina
- Teka
- Zahor Chocolates

## Etape
| Etapa | Datum     | Štart/Cilj                                          | Razdalja | Tip     | Tip                  | Zmagovalec                 | Vodilni                 |
| ----- | --------- | --------------------------------------------------- | -------- | ------- | -------------------- | -------------------------- | ----------------------- |
| 1     | 25. april | Santa Cruz de Tenerife                              | 17,4 km  |         | posamični kronometer | Ettore Pastorelli (ITA)    | Ettore Pastorelli (ITA) |
| 2     | 26. april | San Cristóbal de La Laguna – Santa Cruz de Tenerife | 210 km   |         |                      | Iñaki Gastón (ESP)         | Laudelino Cubino (ESP)  |
| 3     | 27. april | Las Palmas – Las Palmas                             | 34 km    |         | ekipni kronometer    | BH                         | Laudelino Cubino (ESP)  |
| 4     | 28. april | Alcalá del Río – Badajoz                            | 210 km   |         |                      | Mathieu Hermans (NED)      | Laudelino Cubino (ESP)  |
| 5     | 29. april | Badajoz – Béjar                                     | 234 km   |         |                      | Francisco Navarro (ESP)    | Laudelino Cubino (ESP)  |
| 6     | 30. april | Béjar – Valladolid                                  | 202 km   |         |                      | Mathieu Hermans (NED)      | Laudelino Cubino (ESP)  |
| 7     | 1. maj    | Valladolid – León                                   | 160 km   |         |                      | Mathieu Hermans (NED)      | Laudelino Cubino (ESP)  |
| 8     | 2. maj    | León – Valgrande-Pajares                            | 176,7 km |         |                      | Álvaro Pino (ESP)          | Laudelino Cubino (ESP)  |
| 9     | 3. maj    | Oviedo – Monte Naranco                              | 6,8 km   |         | posamični kronometer | Álvaro Pino (ESP)          | Laudelino Cubino (ESP)  |
| 10    | 4. maj    | Oviedo – Santander                                  | 197,3 km |         |                      | Mathieu Hermans (NED)      | Laudelino Cubino (ESP)  |
| 11    | 5. maj    | Santander – Valdezcaray                             | 217,2 km |         |                      | Sean Kelly (IRL)           | Laudelino Cubino (ESP)  |
| 12    | 6. maj    | Logroño – Jaca                                      | 197,5 km |         |                      | Sean Yates (GBR)           | Laudelino Cubino (ESP)  |
| 13    | 7. maj    | Jaca – Cerler                                       | 178,2 km |         |                      | Fabio Parra (COL)          | Laudelino Cubino (ESP)  |
| 14    | 8. maj    | Benasque – Andora                                   | 190,3 km |         |                      | Iñaki Gastón (ESP)         | Laudelino Cubino (ESP)  |
| 15    | 9. maj    | La Seu d'Urgell – Sant Quirze del Vallès            | 166 km   |         |                      | Johnny Weltz (DEN)         | Laudelino Cubino (ESP)  |
| 16    | 10. maj   | Valencia – Albacete                                 | 192 km   |         |                      | Mathieu Hermans (NED)      | Anselmo Fuerte (ESP)    |
| 17    | 11. maj   | Albacete – Toledo                                   | 244,4 km |         |                      | Malcolm Elliott (GBR)      | Anselmo Fuerte (ESP)    |
| 18    | 12. maj   | Toledo – Ávila                                      | 212,5 km |         |                      | Juan Martínez Oliver (ESP) | Anselmo Fuerte (ESP)    |
| 19    | 13. maj   | Ávila – Segovia                                     | 150 km   |         |                      | Ángel Ocaña (ESP)          | Anselmo Fuerte (ESP)    |
| 20    | 14. maj   | Las Rozas – Villalba                                | 30 km    |         | posamični kronometer | Sean Kelly (IRL)           | Sean Kelly (IRL)        |
| 21    | 15. maj   | Villalba – Madrid                                   | 202 km   |         |                      | Mathieu Hermans (NED)      | Sean Kelly (IRL)        |
|       | Skupaj    | Skupaj                                              | 3425 km  | 3425 km | 3425 km              | 3425 km                    | 3425 km                 |

## Končna razvrstitev
| Legenda | Legenda                                           | Legenda | Legenda                                               |
| ------- | ------------------------------------------------- | ------- | ----------------------------------------------------- |
|         | Predstavlja vodilnega v skupnem seštevku          |         | Predstavlja vodilnega po točkah                       |
|         | Predstavlja vodilnega v gorski razvrstitvi        |         | Predstavlja vodilnega v šprintih                      |
|         | Predstavlja vodilnega v kombinacijski razvrstitvi |         | Predstavlja vodilnega v razvrstitvi mladih kolesarjev |

### Rumena majica
| Poz. | Kolesar                       | Ekipa                    | Čas         |
| ---- | ----------------------------- | ------------------------ | ----------- |
| 1    | Sean Kelly                    | Kas–Canal 10             | 89h 19' 23" |
| 2    | Reimund Dietzen               | Teka                     | + 1' 27"    |
| 3    | Anselmo Fuerte                | BH                       | + 1' 29"    |
| 4    | Laudelino Cubino              | BH                       | + 2' 17"    |
| 5    | Fabio Parra Pinto             | Kelme                    | + 2' 25"    |
| 6    | Robert Millar                 | Fagor–MBK                | + 3' 22"    |
| 7    | Jesús Blanco Villar           | Teka                     | + 8' 19"    |
| 8    | Álvaro Pino                   | BH                       | + 8' 25"    |
| 9    | Eddy Schepers                 | Fagor–MBK                | + 9' 45"    |
| 10   | Roberto Córdoba Asensi        | BH                       | + 10' 28"   |
| 11   | Éric Caritoux                 | Kas–Canal 10             |             |
| 12   | William Palacio Navarro       | Reynolds                 |             |
| 13   | Federico Echave Musatadi      | BH                       |             |
| 14   | Jokin Mújika Aramburu         | Caja Rural–Orbea         |             |
| 15   | Franco Votolo                 | Carrera Jeans–Vagabond   |             |
| 16   | Martín Ramírez                | Café de Colombia         |             |
| 17   | José Luis Laguía              | Reynolds                 |             |
| 18   | Mariano Sanchez Martinez      | Teka                     |             |
| 19   | Martin Earley                 | Kas–Canal 10             |             |
| 20   | Luis Herrera                  | Café de Colombia         |             |
| 21   | Carlos Jaramillo              | Postobón–Manzana–Ryalcao |             |
| 22   | Luc Suykerbuyk                | Zahor Chocolates         |             |
| 23   | Pello Ruiz Cabestany          | Kas–Canal 10             |             |
| 24   | Vicente Ridaura               | Caja Rural–Orbea         |             |
| 25   | Juan Tomas Martinez Gutierrez | Zahor Chocolates         |             |